# Широкий фронт
Широкий фронт (исп. Frente Amplio или FA) — левая политическая коалиция в Уругвае, объединяющая широкий спектр политических партий, по большей части социал-демократической направленности, от коммунистов, бывших бойцов «Тупамарос» («Движение народного участия») и небольших троцкистских организаций до христианских демократов. Возглавляет «Широкий фронт» Хорхе Броветто. Коалиция имеет тесные связи с профсоюзным движением страны, в частности, с профсоюзом PIT-CNT.

## История
Широкий фронт возник как объединение более дюжины партий в 1971 году под руководством генерала Либера Сереньи. Правые политические силы рассматривали эту коалицию как легальное прикрытие Тупамарос, подвергали полицейским преследованиям и террору «эскадронов смерти» DAN. В условиях военной диктатуры, с 1973 по 1984 годы, фронт находился в подполье и вёл борьбу за демократизацию.
После всеобщих выборов 2004 и 2009 годов Широкий фронт находится у власти в Уругвае. На пост президента страны избирались его кандидаты Табаре Васкес в 2004 и 2014 и Хосе Мухика в 2009 году, а на выборах в парламент фронт набирал 51,7 % (2004) и 47,49 % (2009) голосов избирателей, делегируя в законодательный орган 52 и 50 (из общего числа в 99) депутатов соответственно.
На всеобщих выборах Широкий фронт получил 50 мест в Национальном совете и 14 мест в Сенате (из них: Список 711 — 3; Пространство 609, включая Движение народного участия — 6; коммунисты — 1; флс — 3; Пространство 90, включая Соцпартию — 2; Большое дело — 1).

## Состав
В коалицию входят следующие движения:
- Ассамблея Уругвая (исп. Asamblea Uruguay)
- Социалистическая партия Уругвая (исп. Partido Socialista del Uruguay
- Коммунистическая партия Уругвая (исп. Partido Comunista del Uruguay)
- Течение 78 (исп. Corriente 78)
- Новое пространство (исп. Nuevo Espacio)
- Артигистское течение (исп. Vertiente Artiguista)
- Движение народного участия (исп. Movimiento de Participación Popular)
- Христианско-демократическая партия Уругвая (исп. Partido Demócrata Cristiano del Uruguay)
- Партия коммун (исп. Partido de los Comunes)
- Объединение за широкий фронт (исп. Confluencia Frenteamplio)
- Прогрессивный альянс (исп. Alianza Progresista)
- Партия победы народа (исп. Partido por la Victoria del Pueblo)
- Левое течение (исп. Corriente de Izquierda)
- Социалистическая партия трудящихся — Четвёртый интернационал (исп. Partido Socialista de los Trabajadores-IV Internacional)
- Рабочая революционная партия (Троцкистская-посадистская) (исп. Partido Obrero Revolucionario [Trotskista-Posadista])
- Движение 26 марта (исп. Movimiento 26 de Marzo)

Исходя из результатов внутрипартийных выборов, крупнейшим влиянием в Широком фронте пользуются возглавляемое сенатором Люсией Тополански, женой действующего президента Хосе Мухики, Движение народного участия (33,18 % на 2004 год) и Социалистическая партия (17,68 %). Умеренное крыло фронта объединено в Прогрессивный альянс, с 2009 года входящий, в свою очередь, во Фронт Либера Сереньи.